# Dajánanda Sarasvatí
Dajánanda Sarasvatí (12. února 1824 Tankara, Gudžarát – 30. října 1883 Adžmér, Rádžasthán) byl indický teolog, filozof, sociální aktivista a zakladatel Árjasamádže, reformního hnutí inspirované starou védskou dharmou. Byl prvním, kdo v roce 1876 formuloval požadavek sebeurčení slovy „Indie Indům“, což později přejal Bál Gangádhar Tilak. Odsuzoval modlářství a rituální uctívání a usiloval o oživení védských nauk. Filozof a prezident Indie S. Rádhakrišnan jej později nazval jedním z „tvůrců moderní Indie“, stejně jako Šrí Aurobindo.
Od dětství byl asketou a učencem. Věřil v neomylnou autoritu Véd. Hájil doktrínu karmy a reinkarnace. Zdůrazňoval védské ideály brahmačárji, zejména celibát a oddanost Bohu. Prosazoval také právo žen na vzdělání a čtení náboženských spisů.